# Киевское математическое сообщество
Киевское математическое общество (укр. Київське математичне товариство) — общественная организация в Киеве, которая на началах добровольности и равноправия его членов объединяет граждан, занимающихся фундаментальной и прикладной математикой и её преподаванием.

## История
Киевское физико-математическое общество образовалось ещё в 1889 г. и активно работало до начала Октябрьской революции 1917 года. Деятельность общества способствовала зарождению и укреплению широко известной Киевской математической школы.
Киевское математическое общество образовалось, скорее всего, в 20-30-х годах XX века. Из переписки профессора Михаила Кравчука с профессором Владимиром Левицким известно лишь, что первый был президентом Общества, а второй — его почётным членом. После репрессий 1937-38 годов в течение долгого времени киевское математическое сообщество не имела собственного математического отделения.
Киевское математическое общество было формально организовано вновь лишь в 1987 году (подчинялось бюро отделения математики АН УССР). Президентом был профессор Николай Корнейчук, ученым секретарем — профессор Мирослав Кратко. С 1993 г. президентом был профессор Мирослав Горбачук, вице-президентом — профессор Михаил Ядренко, ученым секретарем — профессор Анатолий Турбин (позже — профессор Сергей Левищенко).
Киевское математическое общество фактически перестало работать ещё до начала XXI века. Идея возобновления работы в среде киевских математиков возникла в начале 2006 года. Была проведена большая организационная работа (создание веб-страниц, информационные сообщения, семинары, коллоквиумы, математические и организационные заседания и тому подобное), и 24 марта 2008 года было зарегистрирована новая Общественная организация «Киевское математическое общество». Никакой финансовой деятельности в течение подготовки и образования Общественной организации не проводилось. В настоящее время ГО «Киевское математическое общество» также не имеет собственных банковских реквизитов. Президентом Киевского математического общества с 2006 по 2014 годы был Сергей Коляда, с 2014 по 2016 — профессор Анатолий Никитин. Сейчас общество возглавляет член-корреспондент НАНУ Сергей Максименко.

## Почётные члены общества
- Роман Андрушкив[5]
- Николай Боголюбов (1909—1992)
- Анатолий Вершик
- Фридрих Хирцебрух (1927—2012)
- Владимир Дринфельд
- Ефим Зельманов
- Марк Крейн (1908—1989)
- Владимир Левицкий (1872—1956)
- Юрий Манин
- Евгений Сенета[англ.]
- Евгений Хруслов